# Insektenbein

Unterseite eines männlichen Cicindela campestris

Adulte Insekten haben 6 Beine. Alle 3 Thoraxsegmente tragen jeweils ein Beinpaar. Am Prothorax befinden sich die Vorderbeine, am Mesothorax die Mittelbeine und am Metathorax die Hinterbeine.

## Bau
|                               |                                             |
| Bild 1: Schema der Gliederung | Bild 2: Mittel- und Hinterbein von Procerus |

Jedes Bein besteht aus 5 Gliedern (Bild 1). Sie heißen:
Α   Hüfte (lat. Coxa, Plural: Coxae oder eingedeutscht auch Coxen)
B   Schenkelring (Trochanter, zu griech. trochós = Scheibe, Rad; antéres = vorn befindlich)
C   Schenkel (lat. Femur, Plural: Femora)
D   Schiene (lat. Tibia, Plural: Tibiae oder eingedeutscht auch Tibien)
E   Fuß (Tarsus, griech. tarsos = Fußsohle, Plural: Tarsi oder eingedeutscht auch Tarsen)
Der Fuß besteht gewöhnlich aus 5 Fußgliedern (Tarsomeren) (im Bild e1…e5) und einem Endstück.
Das erste Fußglied (e1) heißt auch Fersenglied (Metatarsus).
Das letzte Fußglied (e5) heißt auch Krallenglied (es wird auch die Bezeichnung Klauenglied verwendet).
Am Endstück (Prätarsus) befinden sich Krallen und Haftpolster, die dem Anhaften an glatten Oberflächen dienen.
Um ein Glied einem Beinpaar zuzuordnen, wird vor dessen Bezeichnung das Präfix desjenigen Thoraxsegments gesetzt, dem das Beinpaar entspringt.
| Glied (allgemein) | am Vorderbein | am Mittelbein  | am Hinterbein  |
| ----------------- | ------------- | -------------- | -------------- |
| Coxa              | Procoxa       | Mesocoxa       | Metacoxa       |
| Trochanter        | Protrochanter | Mesotrochanter | Metatrochanter |
| Femur             | Profemur      | Mesofemur      | Metafemur      |
| Tibia             | Protibia      | Mesotibia      | Metatibia      |
| Tarsus            | Protarsus     | Mesotarsus     | Metatarsus     |

Bei den Larvenstadien ist der Bau des Beines manchmal sehr ähnlich, aber normalerweise einfacher, die Beine können hier auch völlig fehlen. Insektenlarven haben niemals mehr als ein Tarsenglied.

## Bemerkungen zu den Beingliedern
|                                 |                                      |
| Bild 3: Punktierte Zartschrecke |                                      |
|                                 |                                      |
| Bild 4a: Große Birkenblattwespe | Bild 4b: Vorder- schiene von Ditomus |

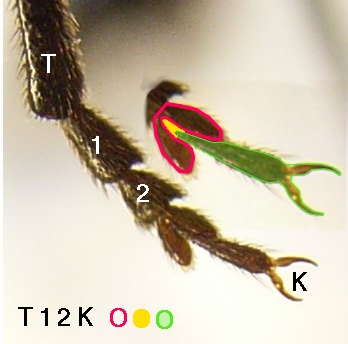
Bild 5: Vordertarsus von
Callidium violaceum
T Schiene (Tibia)
K Krallen
1 Tarsenglied 1
2 Tarsenglied 2
----
Zu den Tarsengliedern 3 bis 5 siehe Ausschnitt oben:
Tarsenglied 3 – rot umrandet
Tarsenglied 4 – gelb
Tarsenglied 5 – grün

Die Hüfte bildet die Verbindung zu dem Körperabschnitt, der als Brust bezeichnet wird. Sie ist in einer Hüfthöhle eingelenkt. Diese wird bei Käfern geschlossen genannt, wenn auf der Bauchseite seitwärts von ihr noch ein Sklerit anschließt (die Hüfte also ringförmig eingeschlossen ist), ansonsten offen.
Die Hüfte kann relativ groß oder klein, rund, zylindrisch, konisch (wie die Mittelhüfte in Bild 2), gerade, gekrümmt oder flächig ausgebildet sein (wie die Hinterhüfte in Bild 2) und z. B. als Schenkeldecke dienen. Sie kann kaum sichtbar im Körper verborgen sein oder, wie die Mittelhüfte bei der Birkenblattwespe in Bild 4a oder bei den Fangbeinen der Stabwanze (Bild 18), wie ein „zusätzliches Beinglied“ aus dem Körper herausragen.
Der Hüftring ist gewöhnlich ein schmaler Ring, der sehr klein sein oder auch ganz fehlen kann. In Bild 2 schmiegt sich der Hüftring des mittleren Beines eng an den Schenkel an und ist viel kleiner als der Hüftring des Hinterbeines, der wie ein eiförmiges Geschwulst vom Hinterschenkel nach hinten absteht. Er bildet bei vielen Insekten ein Gelenk, das Drehungen ermöglicht. Scharniergelenke sind zwischen Hüfte und Schenkelring und zwischen Schenkel und Schiene ausgebildet. Schenkelring und Schenkel schließen in der Regel mit einer Naht (Sutur), aber ohne Gelenk aneinander an.
Der Schenkel und insbesondere die Schiene tragen häufig Zähne oder Dornen.
Bei der Unterordnung der Langfühlerschrecken liegt in der Schiene ein Hörorgan (Tympanalorgan). In Bild 3 ist im oberen Abschnitt der Vorderschiene der Punktierten Zartschrecke (Leptophyes punctatissima) das Trommelfell als fahlweißes Oval erkennbar. Auf dem Schenkel oder der Schiene oder auch auf dem Körper gibt es skulpturierte sogenannte Schrillleisten aus Chitin, mit denen das Insekt Töne erzeugen kann, wenn es diese gegeneinander reibt.
Bei einigen Käfern kann man eine sogenannte Putzscharte (Bild 4b) finden. Sie besteht aus einer kleinen runden Einbuchtung auf der Innenseite der Schiene, die mit einem beweglichen Dorn verschlossen werden kann. Sie ist von einer Reihe kurzer und starrer Haare umgeben. Diese dienen als Bürste oder Kamm für die Reinigung der Fühler. Wenn der Käfer seine Fühler säubern will, nähert er sein Vorderbein so dem Kopf, dass der Fühler in die Einbuchtung der Schiene gleitet. Dann schließt der Dorn die Öffnung, und wenn das Tier das Bein wieder vom Kopf entfernt, streift der Fühler die „Bürste“ entlang. Auch bei der Biene gibt es eine Putzscharte, diese liegt jedoch auf dem 1. Fußglied.
Die Fußglieder können untereinander etwa die gleiche Größe und Form besitzen, wie z. B. bei dem Hintertarsus der auf Bild 7 gezeigten Käfer. Sie können jedoch auch sehr unterschiedlich ausgebildet sein, dies lässt sich unten bei den Bienen erkennen. Die Laufkäfer, die, wie schon der Name sagt, über ein gutes Laufvermögen verfügen, haben 5 große Tarsenglieder. Die Tarsenglieder können aber auch sehr klein sein, ein kleines kann sich in den Anhängen eines großen „verstecken“ (Bild 5) oder es können auch weniger als 5 Tarsenglieder vorhanden sein. Bei den Käfern hat die Anzahl der Tarsenglieder taxonomische Bedeutung. Die Tarsenformel 5-4-4 bedeutet, dass die Vorderbeine je 5 Tarsenglieder, die übrigen Beine nur 4 Tarsenglieder besitzen.
Am Anhang des letzten Tarsenglieds, dem Prätarsus, sitzen gewöhnlich eine oder zwei Krallen, sehr selten können auch beide reduziert sein. Es können auch weitere Anhänge vorhanden sein, die auf der Internetseite der Faunistik abgebildet sind. Der Prätarsus realisiert die Verbindung zum Untergrund und hat eine sichere Haftung zu garantieren. Deren Effektivität wird bei der Beobachtung einer Fliege an der Fensterscheibe oder der Decke deutlich. Sie besitzt zwischen den Krallen Haftläppchen (Haftballen), die von feinen Drüsenhärchen dauernd feucht gehalten werden. Solche Hafteinrichtungen sind bei verschiedenen Insektenordnungen vielfältig ausgebildet, sie können einfach oder paarig sein, an den Krallen oder zwischen ihnen sitzen, gelegentlich auch an den Tarsengliedern selbst (z. B. bei Rüsselkäfern und Blattkäfern). Darüber hinaus bildet der Prätarsus aber auch eine sensorische Verbindung zur Außenwelt des Insekts. So befinden sich auf der Unterseite des Prätarsus auch Sensillen mit Funktion des Geschmacksinns.
In den Bauchringen der Brust (Sterniten) können Vertiefungen angelegt sein, die formgenau zu den Schenkeln, Schienen oder ganzen Beinen passen. So kann das Insekt diese Teile zum Schutz eng an den Körper anlegen, wie z. B. beim Marienkäfer.

## Bewegung der Beine
|                |                             |
| Bild 6: Schema | Bild 7: Gelenk vom Heimchen |

Das Bein ist Teil des Außenskeletts. Die Elemente, die dem Bein Festigkeit geben und an denen die Muskeln ansetzen, sind keine Knochen im Innern des Beines, sondern durch die harte Hülle des Beines, die im Wesentlichen aus Chitin und Proteinen besteht, gegeben. Die einzelnen Glieder des Beines sind durch weichere Gelenkhäute (Bild 7) verbunden. Die Muskulatur setzt direkt oder indirekt über Sehnen von innen am Außenskelett an.
Die Gelenke als Teil des Exoskeletts liegen offen, sodass sie Umwelteinflüssen ausgesetzt sind und nicht auf einem leicht verdunstenden Flüssigkeitsfilm (Synovia) gegeneinander gleiten können. Exemplarisch am Großen Schwarzkäfer (Zophobas morio) wurden Aufbau und Funktionsweise der unverkapselten Insektengelenke untersucht. Rasterelektronenmikroskopisch zeigen die Berührungsoberflächen, dass sie dicht von Poren überzogen sind, die nur einen μm (ein tausendstel Millimeter) tief sind. Diese wasserabweisende Oberflächenarchitektur mit Selbstreinigungsfähigkeit ist bekannt als Lotoseffekt. Außerdem produziert die Oberfläche wachsartige proteinhaltige Substanzen als Schmiermittel, welche die Reibungskräfte ähnlich wie durch eine PTFE- Beschichtung minimiert.
Im Bild 6 sind die wichtigsten Muskeln abgebildet. Die Muskeln, die durch ihre Anspannung das Beugen der Beinglieder zueinander bewirken, sind mit Y bezeichnet. Ihre Gegenspieler (Antagonisten), die bei ihrer Verkürzung die Streckung bewirken, sind mit X gekennzeichnet. Zwischen Schenkel und Schiene sind nur Beugen und Strecken möglich, der Schenkelring erlaubt auch ein Drehen. Der entsprechende Muskel ist in Bild 2 mit Z gekennzeichnet. Die Bewegung der Hüfte ist in den einzelnen Insektenordnungen unterschiedlich. Im Tarsus gibt es keine Muskulatur. Die Muskeln, die die Krallen bewegen, sitzen im Schenkel (Bild 2, Y') und in der Schiene und bewegen die Krallen über eine lange Sehne, die den ganzen Tarsus durchläuft.
Die Beine können bewegliche Dornen besitzen, die dazu ebenfalls mit Muskulatur verbunden sind.
Die Insekten besitzen keine Blutgefäße in den Beinen. Die Nährstoffe, die zum Betrieb der Muskeln notwendig sind, werden mit der sogenannten Hämolymphe antransportiert. Mit der Hämolymphe, die frei in den Körperhohlräumen zirkuliert, werden auch die Abfallprodukte der Muskelarbeit abtransportiert. Die Muskeltätigkeit wird von den entsprechenden Ganglien in Vorder-, Mittel- und Hinterbrust aus gesteuert.

## Beintypen
|                  |
| Bild 8: Kopflaus |

Nach spezialisierten Arten der Fortbewegung unterscheidet man zunächst Laufbein, Sprungbein und Schwimmbein. Bei den weiteren Typen Fangbein, Grabbein und Sammelbein ist das Bein jeweils für eine andere Funktion ausgestaltet. Es muss aber betont werden, dass jedes Bein mehrere Aufgaben wahrnimmt und über den „Hauptzweck“ hinausgehend spezialisiert sein kann.
Die Typisierung wird daher nur teilweise der Fülle der Beinformen gerecht. Ein Beispiel dafür sind die Beine der Läuse (Bild 8), die auf das Festklammern an den Haaren spezialisiert sind. Bei ihnen bildet die starke Klaue des Prätarsus mit einem Fortsatz der Schiene eine Zange. Weiter gibt es einige Käferarten (Pogonostoma), die so auf das Klettern auf Bäumen spezialisiert sind, dass sie sich auf dem Erdboden nicht mehr fortbewegen können. Bei Libellen sind die Beine stark bedornt und dienen zum Beutefang, sie werden selten bis nie zum Laufen verwendet. Einige Gespenstschrecken-Arten, wie etwa die Malaiische Riesengespenstschrecke nutzen ihre bedornten Hinterbeine zur Abwehr von Feinden. Zu diesem Zweck werden die Schienen der Hinterbeine schnell gegen die Schenkel geschlagen, was durch die Dornen insbesondere der Schienen eine sehr effektive Verteidigung darstellt.

### Laufbein
|                                          |                               |                  |
|                                          |                               |                  |
| Bild 9: Mittelbeine zweier Sandlaufkäfer | Bild 10: Kleiner Kohlweißling | Bild 11: Schnake |

Natürlich ist die ursprüngliche Aufgabe des Beines, die Fortbewegung des Insekts zu ermöglichen. Hierfür entwickelte sich das Laufbein, wie es beispielsweise bei Käfern, insbesondere bei Laufkäfern (Carabidae) zu finden ist (Bild 2). Beim Laufen stemmen sich die bedornten Enden der Schienen in den Boden, während die abgeflachten Fußglieder auf dem Untergrund aufliegen. Einige Käfer, insbesondere die Sandlaufkäfer (Cicindelinae), können sehr schnell laufen. Sie haben lange und schlanke Beine.
Wenn Käfer flugfreudig sind, müssen die Beine leicht gebaut sein. In Bild 9 sind die Beine zweier verschiedener Sandlaufkäferarten abgebildet, oben eine weniger flugfreudige, unten eine sehr flugfreudige Art.
Bei Insekten, die sich fast ausschließlich durch Fliegen fortbewegen, wie Schmetterlinge (Bild 10) oder Schnaken (Bild 11), sind die Beine erwartungsgemäß zart gebaut, um Gewicht einzusparen.

### Sprungbein
|                             |               |
| Bild 12: Kurzfühlerschrecke |               |
|                             |               |
| Bild 13: Flohkäfer          | Bild 14: Floh |

Springen entwickelt sich zwangsläufig aus schnellem Laufen, hat sich aber zu einer selbständigen Art der Fortbewegung weiterentwickelt. Bekannt ist sie besonders von den Heuschrecken (Bild 12), aber das Springen wurde in vielen Insektengruppen entwickelt. Bezüglich der Körpergröße ist diese Fähigkeit bei den Flohkäfern (Halticinae, Bild 13) und natürlich den Flöhen (Bild 14) besonders eindrucksvoll.
Alle diese Insekten haben wegen der notwendigen Sprungmuskulatur verdickte Schenkel. Der Umkehrschluss, dass verdickte Schenkel ein gutes Sprungvermögen anzeigen, ist jedoch falsch. Denn die Beine haben als Teil des Exoskeletts weitere Funktionen. Beispielsweise können sie den Geschlechtsunterschied ausdrücken, wie bei den Weichkäfern der Art Oedemera femorata, deren Männchen dicke Schenkel besitzen (Bild 28), die Weibchen weisen jedoch keine Verdickung der Schenkel auf.
Ungewöhnliche Formen wie z. B. die Segel an den Hinterschenkeln der Wanze in Bild 29 können der Tarnung dienen, abschrecken oder andere Gründe haben. Es ist nicht immer klar, aus welchem Grund die natürliche Auslese die Entwicklung einer ungewöhnlichen Beinform begünstigt hat.

### Schwimmbein
|                                                        |                                    |
|                                                        |                                    |
| Bild 15: Meso- und Metatarsus eines Kolbenwasserkäfers | Bild 17a: Hinterbein Gelbrandkäfer |
|                                                        |                                    |
| Bild 16: Gelbrandkäfer von unten                       | Bild 17b: Hinterbeine Taumelkäfer  |

Eine weitere Art der Fortbewegung ist das Schwimmen. Die Schiene, der Fuß oder beide nehmen die Form eines Ruders an. Oft bilden dabei Reihen von steifen Haaren eine Verbreiterung des „Ruderblattes“.
Im Bild 15 sind die Beine des Großen Kolbenwasserkäfers sichtbar, oben das Mittel- und unten das Hinterbein. Bei beiden bilden die Fußglieder ein Ruder, das auf der Innenseite durch einen Streifen Haare verbreitert ist. Es ist jedoch relativ wenig abgeflacht und das letzte Fußglied trägt noch kleine Krallen. Die Hüfte hat noch eine allerdings eingeschränkte Beweglichkeit. Zwischen dem 1. und 2. Tarsalglied ist eine beschränkte Drehung um die Achse möglich, die eine während der Schwimmbewegung strömungsgünstige Stellung der Breitseite der Ruderbeine erlaubt. Der Käfer lebt im Wasser, wo er jedoch in der Regel zwischen den Wasserpflanzen herumsteigt.
Ein besserer Schwimmer ist der Gelbrand, dessen Hinterbeine nicht nur an den Tarsen, sondern auch an der Tibia und auf deren beiden Seiten noch durch Haarreihen verbreitert sind. Das Gelenk zwischen Fuß und Schiene erlaubt eine strömungswirksame Drehung des Tarsus um 100°. Die Hüfte ist unbeweglich mit dem Körper verbunden, das Gelenk zum Trochanter ist so gebaut, dass der Schenkel sich nur parallel zum Hinterleib bewegen kann. An den Hinterbeinen sind die Krallen verschwunden (Bild 16 und Bild 17a). Um sich an Wasserpflanzen festzuhalten, benutzt der Gelbrand die Krallen am Endglied des mittleren und vorderen Beinpaares.
Verblüffend flink bewegt sich die Taumelkäfer der Gattung Gyrinus an der Wasseroberfläche. Die Mittel- und Hinterbeine sind zu kurzen und breiten Paddeln umgebildet (Bild 17b), die sich mit einer hohen Schlagfrequenz (bis 50× pro Sekunde) bewegen. Die Tiere bilden Gruppen, deren Mitglieder wie silberne Punkte unermüdlich durcheinanderwirbeln. Auch unter den Wanzen gibt es ausgezeichnete Schwimmer mit entsprechend umgebildeten Hinterbeinen. Hier sind Schenkel, Schiene und Tarsus durch eine Haarreihe verbreitert. Kürzlich wurde das System der Schwimmhaare bei den Rückenschwimmern wissenschaftlich untersucht.
|                                                                   |                                            |
| Bild 18A: Saugnäpfe am Vorderbein eines männlichen Gelbrandkäfers | Bild 18B: Prätarsus des Kolbenwasserkäfers |
|                                                                   | Bild 19: Wasserläufer bei der Paarung      |

Bei Wasserinsekten, bei denen sich Schwimmbeine entwickelt haben, findet sich auch die Entwicklung glatter Oberflächen zur Verbesserung des Strömungsverhaltens. Dabei ergibt sich jedoch das Problem, dass das Männchen bei der Paarung Schwierigkeiten hat, sich am Weibchen festzuhalten. Deswegen entwickelten sich bei einigen Arten an den Protarsen der Männchen Haarpolster als Saugnäpfe. Im Bild 18 A sieht man links die verbreiterten Tarsen des Gelbrandmännchens (links von oben, rechts von unten) mit den Saugnäpfen. In Bild 18 B ist der Protarsus des männlichen Kolbenwasserkäfers abgebildet, mit dem er sich festklammern kann.
Eine weitere Funktion der Beine im Zusammenhang mit Wasser ist es, die Bewegung auf der Wasseroberfläche zu ermöglichen. Dies ist in hervorragender Form bei den Wasserläufern erreicht (Bild 19).

### Fangbein
|                                  |                                                    |                                                                  |
| Bild 20: Fangbeine der Stabwanze | Bild 21: oben Gottesanbeterin unten Wasserskorpion | Bild 22: Fangbein Gottesanbeterin oben von innen unten von außen |

Bei den Raubinsekten finden sich Vorderbeine, die auf die Ergreifung von Beute spezialisiert sind.
Der Wasserskorpion (Nepa cinerea) spießt seine Beute mit den spitzen eingliedrigen Tarsen auf (Bild 21 unten). Danach sticht er sie mit den Mundwerkzeugen an und saugt sie aus. Bei ihm ist die Hüfte noch relativ kurz.
Bei der Stabwanze (Ranatra linearis), die ebenfalls im Wasser lebt, ist die Hüfte sehr lang (Bild 20). Sie muss sich nicht so nahe an der Beute befinden. Mit blitzschnellen Bewegungen schnellen die Fangbeine nach vorn und klappen danach wieder zusammen, wobei das Insekt die Beute mit der rau gekörnten Oberfläche von Schiene und Schenkel zwischen diesen festklemmt.
Die Fangschrecken (Bild 21 oben) haben noch eindrucksvollere Fangbeine. Auf Bild 22 sind oben die Innenseite und unten die Außenseite abgebildet. Sie überbrücken mit der langen Hüfte eine noch größere Distanz. Der Tarsus ist nur schwach ausgebildet. Schiene und Schenkel sind auf der einander zugewandten Seite mit scharfen Sägezähnen bestückt. Dazwischen gibt es für die Beute kein Entrinnen, sie wird von der Gottesanbeterin in Ruhe verspeist, mag es auch ein Artgenosse sein.

### Grabbein
|                                                          |                                            |
| Bild 23: Vorderbein Eremit                               |                                            |
|                                                          |                                            |
| Bild 24: Vorderbein Grabläufer von oben (oben) und unten | Bild 25: Maulwurfsgrille, unten Vorderbein |

Eindrucksvoll ist bei einigen Insekten ihre Fähigkeit zu graben. Die Form der Vorderschiene bildete sich in Abhängigkeit von dem Material, in dem gegraben wird, in vielfältige Schaufeln um.
Der Eremit (Osmoderma eremita) gräbt in lockerem Mull (Bild 23).
Die Arten der Laufkäfer-Gattung Scarites graben in feuchtem Sand (Bild 24: Vorderschiene oben von oben, unten Vorderschiene von unten).
Ein wahres Mehrzweckgrabgerät besitzt die Maulwurfsgrille (Bild 25 oben). Hier ist bereits der stark verbreiterte Schenkel schaufelförmig ausgebildet und zusätzlich mit einem gebogenen Haken versehen, mit dem harte Erde aufgebrochen werden kann. Auch die breite Schiene ist als Schaufel ausgebildet sowie zusätzlich mit versetzt stehenden und scharf gerandeten Zähnen ausgerüstet. Sich darin verfangende Wurzeln werden abgeschnitten.

### Sammelbein
|                                                                           |                                         |
| Bild 27: Honigbiene, oben Hinterbein von innen unten Hinterbein von außen |                                         |
|                                                                           |                                         |
| Bild 28: Scheinbockkäfer Oedemera flavipes                                | Bild 29: Anisocelis Passionsblumenwanze |

Gut bekannt ist das Sammelbein der Bienen (Bild 27). Insbesondere das Hinterbein ist ein Organ zum Sammeln und Transportieren von Pollen und Propolis. Hierzu arbeiten die Schiene und das Fersenglied zusammen. Schiene und Metatarsus sind etwa gleich stark verbreitert, die übrigen Tarsenglieder dagegen haben normale Breite. So wirkt optisch das Fersenglied als zur Schiene gehörig. Die Sammeleinrichtung besteht aus vier funktionellen Einheiten.
Am bekanntesten ist das Pollenkörbchen. Bild 27 unten zeigt das Hinterbein der Biene von außen. Links sind die kleinen Tarsenglieder zu sehen, dann folgt in der linken Mitte des Bildes das breite und stark behaarte 1. Tarsenglied, das rechteckig bis breit oval ist. Rechts davon liegt die eben so breite Schiene, die sich zum abgeknickten Schenkel hin verschmälert. Die flache und glatte Hinterschiene ist zu den Rändern leicht aufgewölbt und bildet den Boden des Pollenkörbchen. Die Wand des Körbchens wird durch die langen und steifen Haare gebildet, die die Schiene umranden. Da bei natürlicher Körperhaltung das Körbchen stark zur Seite geneigt ist, liegt die Hauptlast des Pollens auf dem Teil der Wandung, die an den Tarsus grenzt. Wie im Bild deutlich sichtbar, sind dort die die Schiene umrandenden Haare am längsten und laufen durcheinander, so dass sie sich bei Belastung zu einem Geflecht stabilisieren können. An den übrigen Rändern der Schiene stehen die Haare parallel zueinander und ihre Spitzen sind im leeren Zustand des Körbchen nach innen abgebogen. Wird das Körbchen gefüllt, werden sie leicht nach außen gedrückt und die abgebogenen Spitzen halten die Fracht zusammen.
Auf der Innenseite des Fersengliedes befinden sich mehrere parallele Reihen von parallelen Borsten, die sogenannte Pollenbürste, in Bild 27 oben bei kleiner Vergrößerung als Hell-Dunkel-Streifung zu erkennen. Weiterhin sitzt am Oberrand des Fersengliedes auf der Außenseite ein stumpfer Fortsatz, der sogenannte Pollenschieber, im Bild 27 oben rechts am ersten Fersenglied und nach unten zeigend. Ihm gegenüber auf dem Unterrand der Schiene außen befindet sich schließlich der Pollenkamm, ein Kranz aus kurzen Zähnen. Im Bild 27 oben sind sie gegen den hellen Hintergrund dunkel, gegen die dunkel Schiene hell erkennbar.
Der Pollen wird beim Aufbeißen der Staubgefäße teilweise befeuchtet und bleibt, nachdem sich die Biene darin wälzt, in der Körperbehaarung hängen. Da die Biene auch auf den anderen Beinen ähnliche Kämme und Bürsten besitzt, kann sie sich während des anschließenden Fluges den aus den Körperhaaren gebürsteten Pollen wechselseitig aus den Bürsten kämmen und mit dem Pollenschieber in das Pollenkörbchen drücken.